# Cissus gonavensis
Cissus gonavensis är en vinväxtart som beskrevs av Urb. & Ekman. Cissus gonavensis ingår i släktet Cissus och familjen vinväxter. Inga underarter finns listade i Catalogue of Life.